# Clotilde von Derp
Clotilde von Derp   (Berlín, 5 de novembre de 1892 - Roma, 11 de gener de 1974) va ser una ballarina alemanya de reputació internacional, pionera de la dansa expressionista.
Nascuda a Berlín, Clotilde era filla de qui fou alcalde de la ciutat Hans Edler von der Planitz (1863–1932) i de Margarete von Muschwitz (1868–1955). Era membre de la petita noblesa alemanya. El 25 de gener de 1919, es va casar amb Alexander Sakharoff, un ballarí, professor i coreògraf rus.

## Carrera
De petita a Múnic, Clotilde volia ser violinista, però des de ben jove va descobrir el talent que tenia com a ballarina. Després de rebre lliçons de ballet de Julie Bergmann i d'Anna Ornelli de l'Òpera de Múnic, va actuar per primer cop el 25 d'abril de 1910 a l'Hotel Union, amb el nom artístic Clotilde von Derp. El públic es va fascinar per la seva bellesa i per la seva joventut i gràcia. Max Reinhardt la va presentar en el paper del títol a la seva pantomima Sumurûn, que va resultar un gran èxit i va anar de gira a Londres. Rudolf Dührkoop va fer-li una foto que va ser exposada el 1913 a la Royal Photographic Society. Clotilde va ser membre del cercle artístic Blaue Reiter que havia estat iniciat per Vassili Kandinski el 1911.
Entre els seus admiradors hi havia artistes com Rainer Maria Rilke i Yvan Goll. Per a les seves presentacions de dansa suïssa, Alexej von Jawlensky va crear-li un maquillatge semblant als seus retrats abstractes. Des de 1913, Clotilde va mantenir una relació amb el ballarí rus Alexander Sakharoff amb qui es va traslladar a Suïssa durant la Primera Guerra Mundial. Tant Sakharoff com Clotilde eren coneguts pels seu transvestisme. Els seus vestits van tenir un aspecte grec antic que va utilitzar a Danseuse de Delphes de Debussy el 1916. Es va dir que el seu estil era elegant i més modern que el que va aconseguir Isadora Duncan. Els seus vestits escandalosos incloïen perruques de metall de plata i or, amb barrets i vestits decorats amb flors i fruites de cera.
Els dos es van casar el 1919 i, amb el suport financer d'Edith Rockefeller, van aparèixer a l'Òpera Metropolitana de Nova York però sense aconseguir-hi grans èxits. Van viure a París fins a la Segona Guerra Mundial. Usant el nom de "Les Sakharoff". El seu cartell de George Barbier de 1921 per anunciar la seva obra fou vist com una "parella andrògina mútuament complementària" "unida a la dansa" unida en un acte de "creació artística".
Sakharoff i von Derp van viatjar molt visitant la Xina i el Japó, que va tenir tant d'èxit que hi van tornar a tornar el 1934. La parella i els seus vestits extravagants també van visitar Amèrica del Nord i del Sud.
Von Derp i Sakharoff es van traslladar a Espanya quan França va ser envaïda per Alemanya. Van tornar a Amèrica del Sud establint-se a Buenos Aires fins al 1949. Van visitar Itàlia l'any següent i van rebre una invitació a ensenyar a Roma per Guido Chigi Saracini. Van ensenyar a l'Academia Musicale Chigiana de Siena, junt amb Saracini també van obrir la seva pròpia escola de dansa a Roma.
Von Derp i Sakharoff van deixar de ballar junts el 1956. Tots dos van continuar vivint a Roma fins a la seva mort. Clotilde va regalar i va vendre molts dels seus escrits i vestits, que encara quedaven, a museus i subhastes. Finalment, va vendre la icònica pintura del seu marit de 1909 per Alexander Jawlensky. L'any 1997 l'Arxiu alemany de la dansa de Colònia va comprar molts articles restants i compten amb 65 vestits, centenars de dissenys de vestuari i 500 fotografies.

## Anàlisi artística
A diferència del seu marit, Clotilde tenia un gust per la música moderna, triant freqüentment música melancòlica de contemporanis com Max Reger, Florent Schmitt i Ígor Stravinski. Els seus ulls embruixats i els seus somriures delicats van donar la impressió que va tenir el plaer de mostrar el seu cos voluptuós a bon preu, fins i tot quan va arribar als quaranta anys. Va ser particularment eficaç en la interpretació de Prélude à l'après-midi d'un faune de Debussy. Hans Brandenbourg va mantenir que la seva tècnica de ballet era superior a la del seu marit Alexander, tot i que no la considerava una virtuosa. Clotilde també es va moure més independentment de la música, ballant amb la impressió que va crear en la seva ment que no pas al ritme.